# Сляжево
Сляжево — деревня в Себежском районе Псковской области России. Входит в состав сельского поселения Себежское.

## География
Находится на юго-западе региона, в северной части района, в лесной местности.
Уличная сеть не развита.

## История
В 1941—1944 гг. местность находилась под фашистской оккупацией войсками Гитлеровской Германии. В июне 1943 года деревни Сталинского сельсовета, в том числе Сляжево, сожжены фашистами.
До 1995 года деревня входила в Томсинский сельсовет. Постановлением Псковского областного Собрания депутатов от 26 января 1995 года все сельсоветы в Псковской области были переименованы в волости и деревня стала частью Томсинской волости.
В 2010 году Томсинская волость, вместе с Сляжево и другими населёнными пунктами, была влита в состав нового муниципального образования «сельское поселение Себежское».

## Население
| 2001 | 2002 | 2010 |
| ---- | ---- | ---- |
| 5    | ↗7   | ↘3   |

Согласно результатам переписи 2002 года, в национальной структуре населения русские составляли 100 % от общей численности в 7 чел..

## Инфраструктура
Личное подсобное хозяйство.

## Транспорт
Подходит автомобильная дорога общего пользования местного значения «Ермолова Гора — Сляжино» (идентификационный номер 58-254-870 ОП МП 58Н-035), протяжённостью 5,25 км.